# Манфред Ото Руге
Манфред Ото Руге (на немски: Manfred Otto Ruge) е германски провинциален политик от Християн-демократическия съюз (ХДС), главен кмет на Ерфурт, Германия. Почетен гражданин на Ловеч.

## Биография
Манфред Ото Руге е роден на 7 октомври 1945 г. в Ерфурт, Германия. Завършва гимназия в родния си град (1970) и висше образование със специалност елекроинженер в Техническия университет, Илменау. Работи по специалността си в Ерфурт като технически ръководител на предприятия. Женен за Барбара Руге от 1969 г. Имат четири деца.
След падането на Берлинската стена и Обединението на Германия, се включва в политическия живот от ХДС. През 1990 г. е кандидат за главен кмет на Ерфурт и печели местните избори, а през 1998 г. и втори мандат. Главен кмет на Ерфурт (1990-2006). Управлява федерална провинция Тюрингия в най-тежките стопански години за източната част на Германия. След 2006 г. е изпълнителен директор на строителните работи в Ерфурт, изпълнителен директор на „TFB“. Член на Президиума на Асоциацията на германските градове.
Като главен кмет на Ерфурт възстановява прекъснатите връзки с побратимения град Ловеч (България). Има съществен принос за разширяване на партньорските отношения между двата града. Води първата германска бизнес делегация в Ловеч след промените в Европа през 1989 г. Активно съдейства за доставките на хуманитарна помощ за МБАЛ „Проф. Параскев Стоянов“, църквите, училищата и социалните домове в Ловеч. През 2006 г. Градската управа на Ерфурт и групата „Приятели на Ловеч“ даряват на града автобус, компютри, санитарни материали, инвалидни колички, болнично бельо, кухненско обзавеждане, косачки и др. Лична е заслугата му за обзавеждане и газифициране на социален дом за девойки.
На 27 април 2006 г. Общинския съвет на Ловеч удостоява Манфред Ото Руге със званието Почетен гражданин на Ловеч „За личен принос в развитие на връзките между Ловеч и Ерфурт, хуманитарна дейност при решаване социалните проблеми на града и подкрепата за европейската интеграция на страната“.